# Trastornos del espectro alcohólico fetal
El síndrome del espectro alcohólico fetal, también conocido por su sigla SAF,  es un grupo de malformaciones y desórdenes que pueden presentarse en una persona cuya madre ingirió bebidas alcohólicas que contenían etanol, durante el embarazo. Los síntomas pueden incluir una apariencia anormal, baja altura, bajo peso, cabeza pequeña, mala coordinación, bajo cociente intelectual, problemas de conducta y sordera o deficiencia visual. Frecuentemente se involucran en actividades sexuales de alto riesgo, tienen problemas con el consumo de alcohol y el uso recreativo de drogas. La forma más severa de esta condición se denomina síndrome alcohólico fetal. Otros tipos incluyen el denominado síndrome alcohólico fetal parcial.  y sinónimos como embriopatía alcohólica o embriofetopatía alcohólica.
Los desórdenes del espectro alcohólico fetal son causados por el consumo de alcohol por la madre durante el embarazo. Encuestas en los Estados Unidos descubrieron que el 10 % de mujeres embarazadas habían ingerido bebidas alcohólicas en el último mes del embarazo y entre el 20 % y el 30 % las han bebido en algún momento durante el embarazo. Aproximadamente el 4,7 % de las mujeres embarazadas sufren alcoholismo. El riesgo de problemas depende de factores como la cantidad de alcohol consumida, frecuencia del consumo y la etapa del embarazo en que se ha consumido el alcohol. Otros factores que aumentan el riesgo de presentar estos desórdenes incluyen el ser madres mayores, fumar y ser madres que sufren de desnutrición. No está definida una cantidad específica ni un periodo específico en que resulte segura la ingesta de bebidas alcohólicas durante el embarazo. Aunque pequeñas cantidades de alcohol no causan una apariencia física anormal, sí pueden causar problemas conductuales. El alcohol atraviesa la barrera hematoencefálica afectando al feto de manera directa o indirecta. El diagnóstico de la condición se basa en los indicios y síntomas que presenta la persona presuntamente afectada.
Evitar la ingestión de alcohol es la mejor manera de evitar desórdenes del espectro alcohólico fetal. Por esta razón, diversas organizaciones médicas recomiendan a las madres evitar la ingestión de alcohol durante todo el embarazo. Aunque la condición es permanente, el tratamiento adecuado puede mejorar el pronóstico. Los tratamientos pueden incluir terapia interactiva entre madre e hijo, esfuerzos encaminados a modificar el comportamiento, y en ocasiones, medicamentos.
Se estima que el desorden del espectro alcohólico fetal afecta entre un 2 % y 5 % de la población en los Estados Unidos y Europa Occidental. Se cree que desórdenes del espectro alcohólico fetal se presentan entre 0,2 y 9 por 1000 de nacimientos vivos en los Estados Unidos. En Sudáfrica, algunas poblaciones tienen índices que alcanzan el 9 %. Se ha escrito sobre los efectos negativos y perniciosos del alcohol durante el embarazo desde tiempos antiguos. En 2002 se estimó que el costo a lo largo de la vida de un individuo con desórdenes del espectro alcohólico es de 2 millones de dólares. Se usó por primera vez el término «síndrome alcohólico fetal» en 1973.

## Historia del descubrimiento
El síndrome alcohólico fetal fue nombrado en 1973 por dos especialistas en malformaciones, Kenneth Lyons Jones y David W. Smith, de la Escuela Médica de la Universidad de Washington, en Seattle. Estos médicos identificaron un patrón de defectos craneofaciales, en las extremidades y cardiovasculares, asociados con deficiencias en el crecimiento prenatal y demoras en el desarrollo (Jones et al 1973, p. 1267). El patrón de malformaciones indicaba que el daño era prenatal. La noticia de este descubrimiento fue impactante, y en un principio se encontró con rechazos y actitudes de descreimiento.
El Dr. Paul Lemoine de Nantes, Francia, había ya publicado un estudio en una publicación francesa en 1968 sobre chicos con características distintivas cuyas madres eran alcohólicas. Los descubrimientos de Nantes y Washington fueron luego confirmados por un grupo de investigación de Gothenburg, Suecia, en 1979.
Investigadores en Francia, Suecia y Estados Unidos estaban sorprendidos por lo parecido que esos chicos se veían, aunque no estaban relacionados (familiarmente), y por lo parecidos que eran sus comportamientos, siempre sin foco (desconcentrados) e hiperactivos.
En los primeros cuatro años desde el descubrimiento en Washington, se hicieron estudios en animales (incluso en primates) en el Centro de Primates de la Universidad de Washington, a cargo del Dr. Sterling Clarren, que confirmaron que el alcohol era un generador de malformaciones. Para 1978, 245 casos de este síndrome habían sido informados por investigadores médicos, y el síndrome comenzó a ser descrito como el más frecuente.

## Criterio de diagnóstico
Aunque los clínicos están de acuerdo en la definición del síndrome, no hay acuerdo en el criterio clínico ni en el nombre para formas leves. Esto ha llevado a confusiones para clínicos y pacientes. Las siguientes son definiciones usadas en la clínica del Dr. Sterling Clarren (Clarren in Streissguth and Kanter 2002, p. 46):  

### SAF con una historia confirmada de exposición fetal al alcohol
La definición del SAF es muy similar a la elaborada cuando el síndrome fue nombrado por primera vez. El criterio de diagnóstico incluye deficiencia en el crecimiento, las características anomalías faciales ya descritas, la evidencia de daño cerebral orgánico, incluyendo estigmas estructurales, neurológicos o funcionales.

### SAF sin una historia confirmada de exposición fetal al alcohol
Clarren escribe que él nunca ha visto un paciente con las mismas características descritas arriba, de quien se había confirmado que no había estado expuesto al alcohol durante el embarazo. En este tipo de pacientes, con quienes se corresponde el diagnóstico, pero de quienes no se tiene una historia previa, el diagnóstico es clínico. Por lo tanto, la exposición prenatal no se toma como parte del diagnóstico, pero si se encuentra permite la confirmación.

### SAF atípico o posible FAS (PSAF)
Estos pacientes tienen casi todos los síntomas y una historia confirmada de exposición al alcohol, pero pueden no tener deficiencias de crecimiento o el estigma facial completo.

## Efecto alcohólico fetal (EAF)
Este término fue usado en estudios de investigación para describir personas y animales en los que los efectos teratogénicos se vieron después de confirmar la exposición fetal al alcohol, pero sin anomalías físicas visibles (Clarren y Smith, 1978). Como el alcohol no puede ser visto con certeza como la única causa de los efectos, se propuso el uso de este término. En la clínica no tuvo una buena recepción porque el público lo tomaba más como un diagnóstico definitivo, más que como una posibilidad, y porque parecía sobredimensionar la relación entre la posible causa y el efecto percibido.
El rango y la severidad de los síntomas y de las manifestaciones asociadas pueden ser extremadamente variables de un caso a otro. La enfermedad se puede caracterizar por retraso prenatal y postnatal del crecimiento (antes y después del nacimiento), malformaciones craneofaciales, incluyendo microcefalia (cabeza anormalmente pequeña),anomalías del cerebro, defectos cardíacos; y otras alteraciones físicas. Los niños afectados pueden también tener anomalías del aprendizaje y del comportamiento. 

### Defectos de nacimiento relacionados con el alcohol
Este término fue propuesto como una alternativa a EAF y PEAF, pero cayó en desuso, de acuerdo a Clarren.

### Desorden del neurodesarrollo relacionado con el alcohol
Este término fue sugerido por Statton, Howe y Battaglia en 1996 para reemplazar EAF y PEAF, pero Clarren considera que su uso incita necesariamente a la pregunta sobre hasta qué punto el alcohol tuvo un rol en ese desorden, cuando el daño en algunos pacientes es mínimo y difícil de evaluar en cuanto a la causa.

## Prevención
El alcohol es un generador de malformaciones, y la única manera certera de prevenir el SAF es evitar el consumo de alcohol  durante el embarazo. Aunque algunos estudios mostraron que pequeñas cantidades de alcohol (típicamente, una medida por día) durante el embarazo puede no ser riesgoso para el feto (por ej., Abel, 1996; Day, 1992; du Florey et al., 1992; Forrest y du Florey, 1991; Goodlett y Peterson, 1995; Polygenis et al., 1998 [14 medidas por semana]; Streissguth et al., 1994; Wilkie, 1997 [8.5 medidas por semana]), a las mujeres embarazadas usualmente se les recomienda la abstinencia total, ya que cada feto es diferente y puede haber efectos no visibles, pero igualmente dañinos, que estos estudios no hayan percibido. Una cantidad nula de alcohol, durante cualquier trimestre, es absolutamente seguro. En Estados Unidos, en 1981 se recomendaba que no tomaran alcohol las mujeres embarazadas o planeando un embarazo, esto último para evitar daños en las primeras etapas del embarazo, mientras la mujer todavía no sepa que está transitando un embarazo. El Congreso de los Estados Unidos aprobó una legislación en 1989 que exige una etiqueta de aviso en todos los envases de bebidas alcohólicas.